# هوواک گالویان (هنرپیشه زاده ۱۹۲۴)
هوواک گارنیکی گالویان (ارمنی: Հովակ Գառնիկի Գալոյան؛  ۹ ژوئن ۱۹۲۴ – ۲۶ ژوئن ۱۹۹۲) یک بازیگر اهل ارمنستان بود. وی بین سال‌های ۱۹۶۰ تا ۱۹۸۳ میلادی فعالیت می‌کرد.

## زندگی‌نامه
وی در ۹ ژوئن ۱۹۲۴ ‏در ایروان به دنیا آمد و از انستیتو دولتی هنری و نمایشی ایروان فارغ‌التحصیل شد. هوواک گالویان نوه وی می‌باشد. وی همچنین برندهٔ جوایزی همچون هنرمند مردمی ارمنستان شوروی شده است. وی در ۲۶ ژوئن ۱۹۹۲ در سن ۶۸ سالگی در ایروان درگذشت.

## گزیده فیلمشناسی
از فیلم‌ها یا برنامه‌های تلویزیونی که وی در آن نقش داشته است می‌توان به دزوری میرو (۱۹۸۰–۱۹۷۹)، ستاره امید (۱۹۷۸)، سایات‌نووا (۱۹۶۰)،  اشاره کرد.